# Господин Скефингтон
Господин Скефингтон (енгл. Mr. Skeffington) је амерички филм из 1944. године, са Бети Дејвис у главној улози. Био је номинован за два Оскара: за најбољу главну глумицу и најбољег споредног глумца (Рејнс).

## Радња
Фани Трелис је лепа и кокетна, најпожељнија девојка у граду. Живи са братом Трипијем у луксузној породичној кући, а у гостима им је често даљи рођак Џорџ. Вечере које приређују за високо друштво само су маска за њихову немаштину; Трипи поред тога свакодневно коцка. Када се једно вече на вратима појави господин Џоб Скефингтон, Трипијев послодавац и угледни бизнисмен, он не жели да га прими већ моли сестру да смисли неку лаж и отера га из куће. Фани саопштава Џобу да је њен брат јако болестан и да ће му се јавити за неколико дана, на шта јој Скефингтон открива да је Трипи извршио проневеру огромне своте новца и да, упркос претњи тужбом, наставља то да ради. Заправо, Скефингтон је дошао да саопшти Трелисовима да ће против њих покренути судски поступак. Фани успева да мало ублажи ситуацију и почиње да флертује са Џобом. После два месеца они се венчавају, а Трипијев дуг се укида. Ипак, он је бесан на своју сестру што се продала на такав начин те одлази у Европу, где букти Други светски рат. Да несрећа буде још већа, Скефингтон почиње да сумња да га његова млада жена имало воли...

## Улоге
| Глумац        | Улога          |
| ------------- | -------------- |
| Бети Дејвис   | Фани Трелис    |
| Клод Рејнс    | Џоб Скефингтон |
| Ричард Воринг | Трипи Трелис   |
| Волтер Ејбел  | Џорџ           |
| Роберт Шејн   | Макман         |